# Trichura cerberus
Trichura cerberus är en fjärilsart som beskrevs av Peter Simon Pallas 1772. Trichura cerberus ingår i släktet Trichura och familjen björnspinnare. Inga underarter finns listade i Catalogue of Life.